# Xorides tumidus
Xorides tumidus là một loài tò vò trong họ Ichneumonidae.